# Paolo degli Agostini

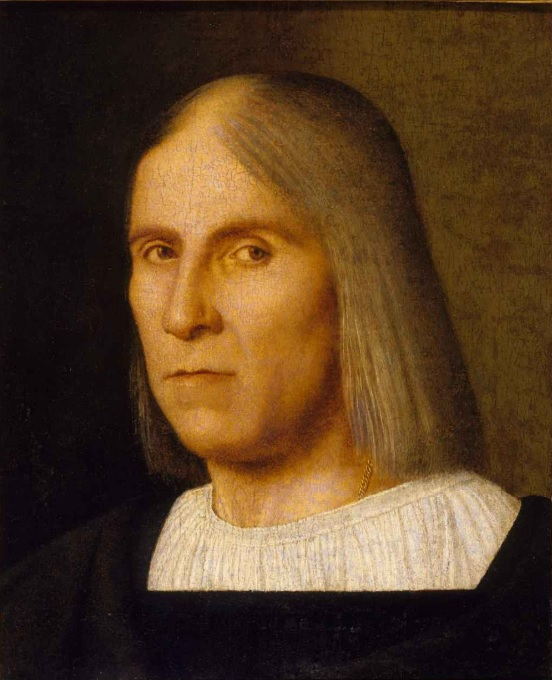
Jacopo Sannazaro (Retrato de hombre), h. 1511-1515. Temple sobre tabla, 34,9 x 27,9 cm, Nueva Orleans, New Orleans Museum of Art], Samuel H. Kress Collection.

Paolo degli Agostini fue un pintor renacentista italiano. Nacido probablemente en Venecia y discípulo de Giovanni Bellini, estuvo activo en Nápoles en los años iniciales del cinquecento.
Todo lo que de su biografía se conoce proviene de la carta escrita por el humanista napolitano Pietro Summonte al veneciano Marcantonio Michiel. Fechada el 20 de marzo de 1524, en ella Summonte le informaba del prometedor estado en que se encontraban las artes en Nápoles gracias, en parte, al impulso proporcionado por artistas foráneos, entre los que mencionaba a Agostini, llegado de Venecia y prematuramente fallecido, autor de un retrato de Jacopo Sannazaro: 

Ebbimo in questi anni un iovene veneziano, Paolo de Augustini, che ben mostrava venire dalla istituzione e docta scola veneta, lo quale in su il fiorire di sua ioventù s'è morto. Di man di costui è l'immagine del Sannazzaro ritratta dal naturale insino al cincto. Ritraxe ancora similmente la illustrissima signora donna Isabella di Requenses, donna bellissima, moglie del quondam illustrissimo don Raimondo di Cardona, nostro viceré. E altre opere ha facte qua, bene extimate. Fo discepolo di Ioan Bellino...

El retrato de Sannazaro citado por Summonte, buen amigo del escritor y promotor del gusto por el arte de la antigüedad en la Italia meridional, fue identificado por Lionello Venturi (1918) con un cuadro de raigambre belliniana, al parecer perdido, que estuvo en la colección Lancellotti y es conocido por un grabado del siglo XIX, relacionado a su vez con el retrato ahora en la colección Samuel H. Kress de Nueva Orleans, a la que llegó procedente de la colección Contini Bonacosi. Aunque la atribución a Agostini del retrato de Nueva Orleans contó con alguna opinión desfavorable, se ha visto reforzada por la aparición de la firma «Paulus de Augustinis» en un gran cuadro de altar con la Virgen de Loreto, san Juan Bautista y san Sebastián. La impronta veneciana en esta pala de altar pintada en Nápoles según una inscripción que se hizo visible junto con la firma tras la incorporación de la obra al Museo di Capodimonte, se ve enriquecida por el estudio de la antigüedad, patente en la figura de san Sebastián derivada del grupo helenístico del Laocoonte y sus hijos, cuyo descubrimiento en Roma era reciente, y por el conocimiento de la pintura de Rafael, particularmente en la figura de la Virgen, lo que confirma la exactitud de lo escrito por Summonte en este punto.